# Ливолан, Джереми
Жереми́ Ливола́н (фр. Jérémy Livolant; 8 января 1998 года, Морле, Франция) — французский футболист, полузащитник.

## Биография
В систему «Генгама» Джереми пришёл в 11 лет, в 2009 году. Перед сезоном 2015/2016 впервые стал подтягиваться к основной команде, параллельно выступая за вторую. 6 декабря 2015 года дебютировал в Лиге 1 в поединке против «Бордо», выйдя на замену на 83-й минуте вместо Николя Бенезе.
27 июля 2023 года перешёл в клуб Лиги 2 «Бордо» за 1,2 миллиона евро, подписав трёхлетний контракт.